# Contea di Butte (Dakota del Sud)
La contea di Butte ( in inglese Butte County ) è una contea dello Stato del Dakota del Sud, negli Stati Uniti. La popolazione al censimento del 2000 era di 9 094 abitanti. Il capoluogo di contea è Belle Fourche.